# Sophia Schneider
Sophia Schneider (Traunstein, 12 de septiembre de 1997) es una deportista alemana que compite en biatlón.
Ganó dos medallas en el Campeonato Mundial de Biatlón, en los años 2023 y 2024, y una medalla de plata en el Campeonato Europeo de Biatlón de 2022.

## Palmarés internacional
| Campeonato Mundial | Campeonato Mundial           | Campeonato Mundial | Campeonato Mundial |
| Año                | Lugar                        | Medalla            | Prueba             |
| ------------------ | ---------------------------- | ------------------ | ------------------ |
| 2023               | Oberhof (Alemania)           | Medalla de plata   | Relevo             |
| 2024               | Nové Město (República Checa) | Medalla de bronce  | Relevo             |
| Campeonato Europeo |                              |                    |                    |
| Año                | Lugar                        | Medalla            | Prueba             |
| 2022               | Arber (Alemania)             | Medalla de plata   | Relevo mixto       |